# Cheek to Cheek
Cheek to Cheek è un album in studio dei cantanti statunitensi Tony Bennett e Lady Gaga, pubblicato il 19 settembre 2014 dalla Streamline.
Questa è la seconda collaborazione fra i due, successiva al brano The Lady Is a Tramp, registrato per l'album di Bennett vincitore del Grammy Award, Duets II. Proprio il successo di questo spinse Gaga a proporre al crooner di registrare un album insieme.
Il 29 luglio 2014 esce il primo singolo Anything Goes, seguito nello stesso giorno dal relativo video musicale, pubblicato attraverso il canale Vevo di Lady Gaga. Il 19 agosto 2014 viene pubblicato il secondo singolo I Can't Give You Anything but Love, seguito il 26 agosto dal relativo video musicale. Il 25 novembre 2014 è stato pubblicato un video musicale per il brano It Don't Mean a Thing (If It Ain't Got That Swing).
Cheek to Cheek è stato il secondo album consecutivo di Bennett e terzo per Lady Gaga a raggiungere la vetta della Billboard 200. L'8 febbraio 2015 ha vinto il Grammy Award nella categoria "Best Pop Traditional Vocal Album".

## Contesto e registrazione
Nel settembre 2012, Tony Bennett ha dichiarato in un'intervista a Rolling Stone che Lady Gaga avrebbe desiderato fare un album jazz con lui. Ha detto «di tutte le cose, lei mi ha chiamato dalla Nuova Zelanda e mi ha detto: 'Voglio fare un album jazz con te'".
L'8 gennaio 2013, Marion Evans, il cantautore e compositore candidato al Grammy che ha organizzato il duetto tra Bennett e Gaga The Lady Is a Tramp per l'album duetto di Bennett, Duets II, ha annunciato in un'intervista che avrebbe avuto un ruolo abbastanza significativo nella realizzazione dell'album. "Non so, a questo punto esattamente quanti brani saranno sul CD, ma sono sicuro che avremo circa quattro o cinque orchestre o bande di dimensioni diverse. Sarà come trasformarsi in panico gigante, posso assicurare. questo è solo come è questo business" ha citato. Più tardi quel mese, Lady Gaga, dopo la sua performance con Bennett al ballo inaugurale finale del secondo mandato del presidente degli Stati Uniti d'America Barack Obama, ha annunciato attraverso il suo Twitter formalmente l'album.

Nel mese di giugno 2014 Gaga ha iniziato a promuovere l'album in una serie di apparizioni pubbliche con e senza Bennett, il primo dei quali è presso la Scuola di Frank Sinatra of the Arts di New York. Alla scuola, che è stata fondata da Bennett e sua moglie, la coppia si è esibita come duo e singolarmente, ha risposto alle domande del pubblico, e ha concluso il suo impegno assistendo ad uno spettacolo del coro della scuola. Due giorni dopo la sua performance alla scuola, Gaga ha mostrato un nuovo tatuaggio di una tromba nell'interno del braccio destro che si è tatuata in onore del nuovo album, come le è consuetudine fare. La cantante ha postato una foto sul suo account Instagram del tatuaggio con l'amico Brian Newman, annunciando la sua partecipazione nell'album, dicendo: "È tempo di jazz, mondo". Bennett ha confermato che lui e Gaga avevano anche scritto nuovi brani per l'album, tra cui uno chiamato Paradise. Ha concluso dicendo: 

## Pubblicazione
Nel settembre 2013, Bennett ha annunciato in un'intervista che l'album uscirà a gennaio 2014, e ha detto: «Abbiamo registrato tutti i grandi standard, canzoni di qualità. George Gershwin, Cole Porter, Jerome Kern, Irving Berlin, canzoni come quella con una big band swing e grandi, grandi, artisti che fanno jazz». Tuttavia, il 12 dicembre, in un'intervista alla CNN, Bennett ha rivelato che l'uscita dell'album è stata ritardata e la data di pubblicazione finale è stata confermata come 18 marzo 2014. USA Today ha riferito che l'album è stato ritardato nuovamente e dovrebbe essere pubblicato alla fine del 2014. Il 9 aprile 2014, durante il saluto a Kevin Spacey al Museo del Moving Image, Bennett ha detto ad una giornalista che l'album sarebbe stato pubblicato nel mese di settembre.
Il 29 luglio 2014 Lady Gaga e Bennett annunciano ufficialmente al Today Show che l'album sarebbe stato pubblicato il 19 settembre del medesimo anno. Il 18 agosto viene invece resa pubblica la foto della copertina dell'album, scattata da Steven Klein, in cui i due cantanti vengono ritratti mano nella mano che guardano diritto verso lo spettatore in una cornice tipo giornale.

## Tracce
1. Anything Goes – 2:03 (Cole Porter)
2. Cheek to Cheek – 2:50 (Irving Berlin)
3. Nature Boy – 4:08 (Eden Ahbez)
4. I Can't Give You Anything but Love – 3:13 (Jimmy McHugh, Dorothy Fields)
5. I Won't Dance – 3:56 (Jerome Kern, Oscar Hammerstein II, Otto Harbach)
6. Firefly – 1:57 (Cy Coleman, Carolyn Leigh)
7. Lady Gaga – Lush Life – 4:14 (Billy Strayhorn)
8. Tony Bennett – Sophisticated Lady – 3:49 (Duke Ellington, Irving Mills, Mitchell Parish)
9. Let's Face the Music and Dance – 2:06 (Irving Berlin)
10. But Beautiful – 4:04 (Jimmy Van Heusen, Johnny Burke)
11. It Don't Mean a Thing (If It Ain't Got That Swing) – 2:23 (Duke Ellington, Irving Mills)

Traccia bonus nell'edizione di iTunes
1. Lady Gaga – Bang Bang (My Baby Shot Me Down) (Live from Jazz at Lincoln Center) – 3:43 (Sonny Bono)

### Edizione deluxe
1. Anything Goes – 2:03
2. Cheek to Cheek – 2:50
3. Tony Bennett – Don't Wait Too Long – 2:36 (Madeleine Peyroux, Jesse Harris, Larry Klein)
4. I Can't Give You Anything but Love – 3:13
5. Nature Boy – 4:08
6. Goody Goody – 2:11 (Matty Malneck, Johnny Mercer)
7. Lady Gaga – Ev'ry Time We Say Goodbye – 3:10 (Cole Porter)
8. Firefly – 1:57
9. I Won't Dance – 3:56
10. They All Laughed – 1:48 (George Gershwin, Ira Gershwin)
11. Lady Gaga – Lush Life – 4:14
12. Tony Bennett – Sophisticated Lady – 3:49
13. Let's Face the Music and Dance – 2:06
14. But Beautiful – 4:04
15. It Don't Mean a Thing (If It Ain't Got That Swing) – 2:23

Traccia bonus nella versione di iTunes
1. Lady Gaga – Bang Bang (My Baby Shot Me Down) (Live from Jazz at Lincoln Center) – 3:43

Tracce bonus nell'edizione deluxe Target
1. Tony Bennett – On a Clear Day (You Can See Forever) – 2:34 (Frank Loesser, Burton Lane)
2. Lady Gaga – Bewitched, Bothered and Bewildered – 3:07 (Richard Rodgers, Lorenz Hart)

Tracce bonus nell'edizione HSN
1. Tony Bennett – The Lady's in Love with You (Live from Jazz at Lincoln Center) – 1:42 (Burton Lane, Frank Loesser)
2. The Lady Is a Tramp – 3:18 (Richard Rodgers, Lorenz Hart)

## Successo commerciale

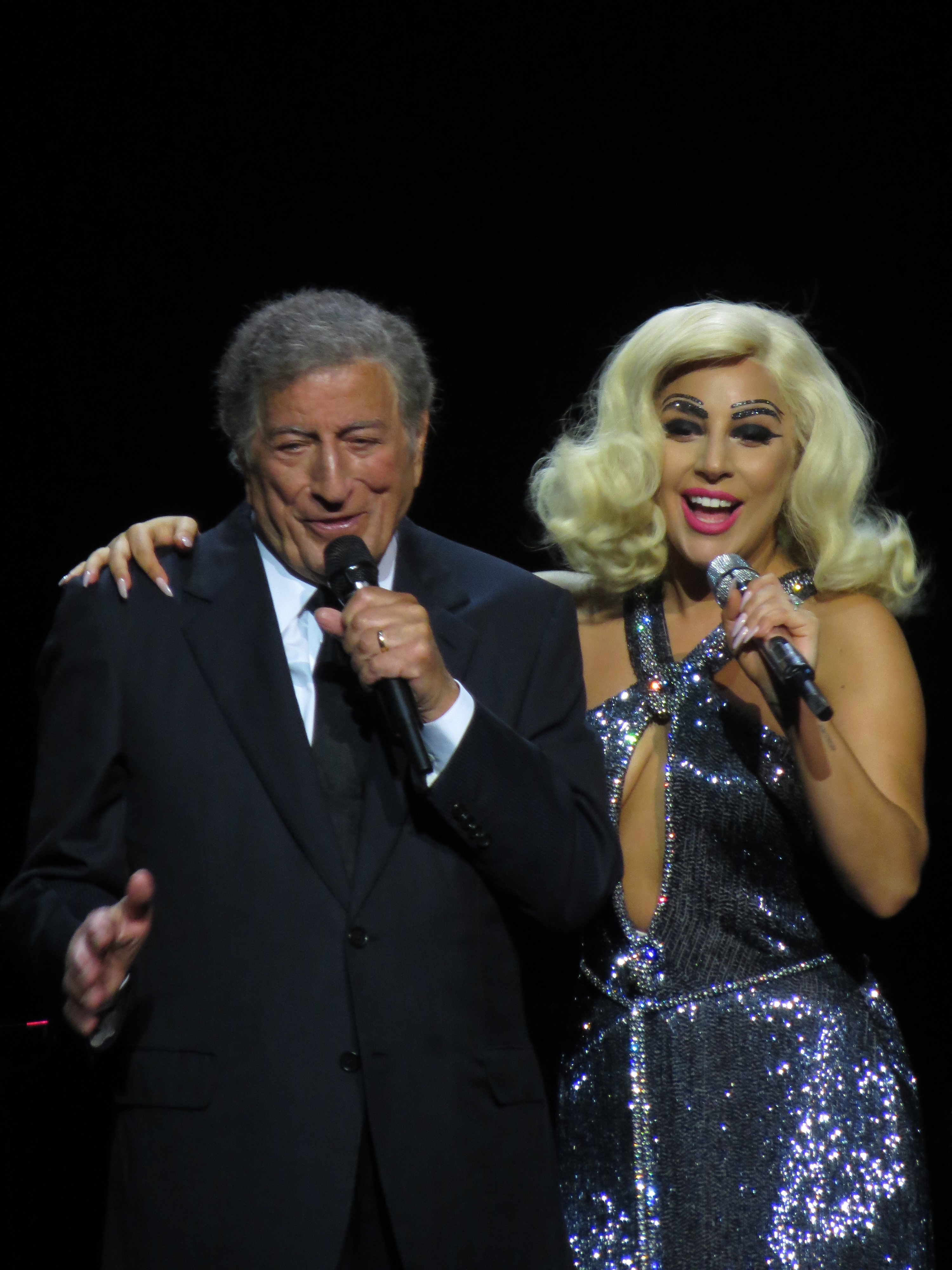
Tony Bennett insieme a Lady Gaga durante il Cheek to Cheek Tour

Cheek to Cheek ha debuttato alla prima posizione della classifica statunitense degli album, vendendo 131.000 copie nella prima settimana secondo Nielsen SoundScan, facendo guadagnare a Lady Gaga la sua terza consecutiva numero uno e la seconda per Tony Bennett. Inoltre è arrivato in prima posizione nelle classifiche Jazz Albums e Traditional Jazz Albums. Bennett ha battuto il suo stesso record, già raggiunto nel 2011 con Duets II, come il più anziano artista in vita a raggiungere la prima posizione con un album negli Stati Uniti d'America. Il debutto ha fatto diventare Gaga la prima artista femminile nel decennio 2010 ad avere tre album alla numero uno. Cheek to Cheek ha anche raggiunto la quarta posizione della Digital Albums. Nelle due settimane successive, Cheek to Cheek si è mantenuto alla quarta posizione della Billboard 200, con un bottino di 59.000 e di 37.000 copie, rispettivamente. A febbraio 2018 è stato reso noto da Billboard che l'album ha venduto 760.000 copie nel paese. Cheek to Cheek ha debuttato al numero tre nella classifica canadese degli album, vendendo 10.000 copie secondo SoundScan; in quest'ultimo Paese, l'album è stato certificato disco d'oro dalla Music Canada per aver superato la soglia delle 40.000 copie vendute.

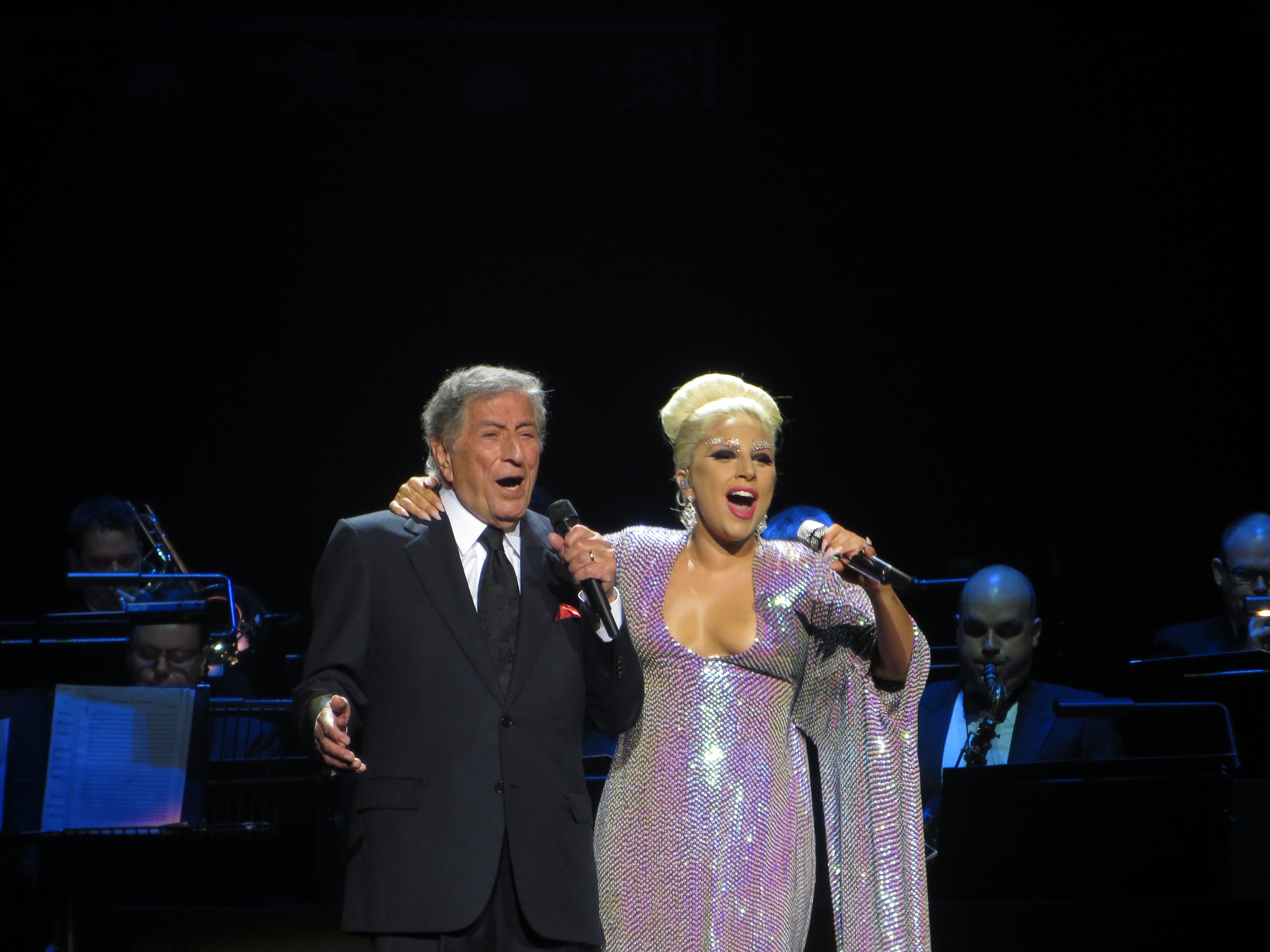
Lady Gaga e Tony Bennett mentre si esibiscono alla Royal Albert Hall, giugno 2015

Nel Regno Unito, l'album ha debuttato alla decima posizione della rispettiva classifica, diventando il quinto top 10 album per Gaga e il terzo per Bennett; secondo Music Week ha venduto 10.469 copie nella prima settimana. Cheek to Cheek è sceso alla numero 24 nella sua seconda settimana, vendendo 4.081 copie. Dopo l'apparizione dei due cantanti su Strictly Come Dancing e l'arrivo dell'ArtRave: The Artpop Ball, l'album è salito in dodicesima posizione nella sua quinta settimana, vendendo 6.257 copie. In Irlanda l'album ha debuttato alla dodicesima posizione della rispettiva classifica, scendendo al numero 24 la settimana seguente.
Dopo la sua pubblicazione, Cheek to Cheek ha debuttato al numero sette della classifica australiana degli album, diventando la seconda top 10 per Bennett in Australia su 56 album pubblicati, mentre era la quarta top 10 per Gaga. In Nuova Zelanda, l'album ha debuttato al numero 13, piazzandosi al numero tre nella sua quarta settimana. In Italia ha debuttato alla sesta posizione della rispettiva classifica, mentre in Giappone ha debuttato al numero sette nella classifica Oricon con 11.397 copie, arrivando alla numero otto la settimana seguente con 7.371 copie vendute. Cheek to Cheek era la quarta top 10 di Gaga in Francia, dove ha debuttato alla nona posizione e ha venduto 25.000 copie secondo la SNEP. In Grecia, Cheek to Cheek ha debuttato alla quarta posizione, salendo alla seconda posizione dopo due settimane. In Russia, l'album ha esordito alla prima posizione, vendendo 38.018 copie.

## Classifiche

### Classifiche settimanali
| Classifica (2014) | Posizione massima |
| ----------------- | ----------------- |
| Australia         | 7                 |
| Austria           | 6                 |
| Belgio (Fiandre)  | 4                 |
| Belgio (Vallonia) | 4                 |
| Canada            | 3                 |
| Croazia           | 2                 |
| Danimarca         | 9                 |
| Finlandia         | 27                |
| Francia           | 9                 |
| Germania          | 12                |
| Giappone          | 7                 |
| Grecia            | 2                 |
| Irlanda           | 12                |
| Italia            | 6                 |
| Nuova Zelanda     | 3                 |
| Paesi Bassi       | 13                |
| Polonia           | 31                |
| Portogallo        | 7                 |
| Regno Unito       | 10                |
| Russia            | 1                 |
| Spagna            | 5                 |
| Stati Uniti       | 1                 |
| Svizzera          | 7                 |
| Ungheria          | 35                |

### Classifiche di fine anno
| Classifica (2014)  | Posizione |
| ------------------ | --------- |
| Belgio (Fiandre)   | 102       |
| Belgio (Vallonia)  | 112       |
| Canada             | 41        |
| Stati Uniti        | 50        |
| Stati Uniti (jazz) | 1         |

## Date di pubblicazione
| Paese                 | Data di pubblicazione | Edizione         | Formato               | Etichetta                        |
| --------------------- | --------------------- | ---------------- | --------------------- | -------------------------------- |
| Australia             | 19 settembre 2014     | Standard, Deluxe | CD, download digitale | Interscope, Universal            |
| Germania              | 19 settembre 2014     | Standard, Deluxe | CD, download digitale | Interscope, Universal            |
| Francia               | 22 settembre 2014     | Standard, Deluxe | CD, download digitale | Polydor                          |
| Canada                | 23 settembre 2014     | Standard, Deluxe | CD, download digitale | Streamline, Interscope, Columbia |
| Messico               | 23 settembre 2014     | Standard, Deluxe | CD, download digitale | Streamline, Interscope, Columbia |
| Stati Uniti d'America | 23 settembre 2014     | Standard, Deluxe | CD, download digitale | Streamline, Interscope, Columbia |
| Regno Unito           | 23 settembre 2014     | Standard         | CD                    | Polydor                          |
| Giappone              | 24 settembre 2014     | Standard         | SMH-CD                | Universal                        |
| Francia               | 1º ottobre 2014       | Standard         | LP                    | Polydor                          |